# Hotîmîr, Tlumaci
Hotîmîr (în ucraineană Хотимир) este localitatea de reședință a comunei Hotîmîr din raionul Tlumaci, regiunea Ivano-Frankivsk, Ucraina.

## Demografie
Componența lingvistică a localității Hotîmîr
     Ucraineană (99,78%)
     Alte limbi (0,22%)
Conform recensământului din 2001, majoritatea populației localității Hotîmîr era vorbitoare de ucraineană (99,78%), existând în minoritate și vorbitori de alte limbi.